# Landtagswahl in Lippe 1888
Die Landtagswahlen in Lippe fanden im November 1888 statt. Gewählt wurden die 21 Mitglieder des Lippischen Landtags.

## Allgemeines
Die Wahlen fanden für die zweite Klasse am 6. November und für die dritte Klasse am 5. November statt. Die Abgeordneten der ersten Klasse wurden am 7. November gewählt. Die Stichwahl im fünften Wahlkreis der dritten Klasse fand am 17. November, die Stichwahl in der ersten Klasse (A), Wahlort Schötmar fand am 17. November und die Stichwahl im ersten Wahlkreis der zweiten Klasse am 23. November statt.  Im Laufe der Wahlperiode bis 1892 fanden folgende Neuwahlen statt:
- 25. Februar 1889: Erster Wahlkreis, Erste Klasse (B)

Gewählt wurden 21 Abgeordnete in drei Klassen zu je sieben Abgeordneten. Die erste Klasse bildeten die höchstbesteuerten Bürger. In der ersten Klasse war in der Untergruppe A wahlberechtigt, wer mindestens 90 Mark Grundsteuer zahlte. Diese Untergruppe wählte fünf Abgeordnete in zwei Wahlkreisen. Die Untergruppe B umfasste diejenigen, die mindestens 180 Mark Einkommensteuer zahlten und wählte zwei Abgeordnete in zwei Wahlkreisen. Die zweite Klasse bildeten die Steuerzahler mit Grund- und Einkommensteuer von mindestens 36 Mark, die dritte Klasse alle anderen Wahlberechtigten. Die 2. und 3. Klasse wählte in je sieben Ein-Personen-Wahlkreisen.
Die Wahlkreise, Wahllokale und Wahlkommissare wurden am 2. Oktober von der fürstlichen Regierung bekannt gemacht.

## Wahlergebnis

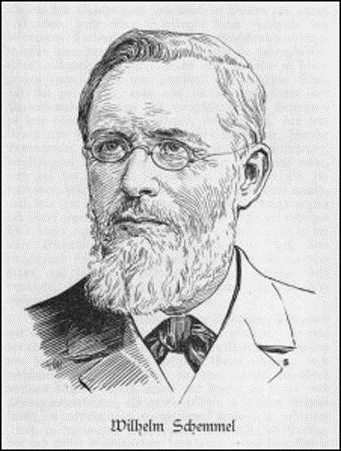
Wilhelm Schemmel

| Klasse    | Wahlkreis                | Wahlberechtigte | Wähler | %      | Abgeordneter                                                         | Partei      | Stimmen | %      |
| --------- | ------------------------ | --------------- | ------ | ------ | -------------------------------------------------------------------- | ----------- | ------- | ------ |
| 1. Klasse | 1A                       |                 |        |        | Johann Heinrich von Lengerke, Gutsbesitzer auf Steinbeck (Präsident) |             |         |        |
| 1. Klasse | 1A                       |                 |        |        | Rittergutsbesitzer Tenge (Gut Niederbarkhausen)                      |             |         |        |
| 1. Klasse | 1A                       |                 |        |        | Gutsbesitzer Meyer (Ohrsen)                                          |             |         |        |
| 1. Klasse | 1A                       |                 |        |        | Landesökonomierat August Riekehof-Böhmer (Vogelhorst)                |             |         |        |
| 1. Klasse | 1A                       |                 |        |        | Rittergutsbesitzer von Reden (Wendlinghausen)                        |             |         |        |
| 1. Klasse | 1B                       |                 |        |        | Landgerichtspräsident Friedrich Karl Wasserfall (Detmold)            |             |         |        |
| 1. Klasse | 1B                       |                 |        |        | Kaufmann Wippermann (Lemgo)                                          |             |         |        |
| 2. Klasse | I. Wahlkreis             | 314             | 243    | 55,7 % | Druckereibesitzer Wilhelm Klingenberg (Detmold)                      | NLP         | 90      | 37,0 % |
| 2. Klasse | I. Wahlkreis Stichwahl   | ./.             | 244    | 77,7 % | Druckereibesitzer Klingenberg (Detmold)                              | NLP         | 144     | 59,0 % |
| 2. Klasse | II. Wahlkreis            | 212             | 157    | 74,1 % | Lederfabrikant Carl Potthoff (Lemgo)                                 | Liberal     | 129     | 82,2 % |
| 2. Klasse | III. Wahlkreis           | 248             | 155    | 54,4 % | Gutsbesitzer Sültemeier (Heiden)                                     | Fortschritt | 79      | 58,5 % |
| 2. Klasse | IV. Wahlkreis            | 252             | 151    | 59,9 % | Gutsbesitzer Köllermeier (Belle)                                     | NLP         | 102     | 67,6 % |
| 2. Klasse | V. Wahlkreis             | 357             | 222    | 62,2 % | Gutsbesitzer Wilhelm Schemmel (Wüsten)                               | Kons.       | 166     | 74,8 % |
| 2. Klasse | VI. Wahlkreis            | 218             | 137    | 62,8 % | Gutsbesitzer Schönlau (Remmighausen)                                 | Kons.       | 102     | 74,4 % |
| 2. Klasse | VII. Wahlkreis           | 147             | 133    | 90,5 % | Gutsbesitzer Griemert (Ehrsen)                                       | Fortschritt | 53      | 44,2 % |
| 2. Klasse | VII. Wahlkreis Stichwahl | ./.             | 144    | ./.    | Gutsbesitzer Griemert (Ehrsen)                                       | Fortschritt | 73      | 54,9 % |
| 3. Klasse | I. Wahlkreis             | 1944            | 810    | 41,7 % | Schuhmachermeister Grote (Detmold)                                   | Fortschritt | 650     | 80,3 % |
| 3. Klasse | II. Wahlkreis            | 2259            | 791    | 35,0 % | Ratssiegler Leopold Schnitger (Lemgo)                                | Fortschritt | 505     | 63,8 % |
| 3. Klasse | III. Wahlkreis           | 3974            | 844    | 21,2 % | Kaufmann A. Echterling (Lage)                                        | Fortschritt | 633     | 75,0 % |
| 3. Klasse | IV. Wahlkreis            | 3265            | 903    | 27,4 % | Rechtsanwalt Oskar Asemissen (Detmold)                               | Fortschritt | 637     | 70,5 % |
| 3. Klasse | V. Wahlkreis             | 4025            | 1059   | 26,3 % | Rechtsanwalt Leopold Schnitger (Detmold)                             | Kons.       | 486     | 45,9 % |
| 3. Klasse | V. Wahlkreis Stichwahl   | ./.             | 1756   | 43,6 % | Gutsbesitzer Nolting (Humfeld)                                       | Liberal     | 986     | 56,2 % |
| 3. Klasse | VI. Wahlkreis            | 2915            | 920    | 31,6 % | Gutsbesitzer Wilhelm Meier-Jobst (Leese)                             | Fortschritt | 506     | 55,0 % |
| 3. Klasse | VII. Wahlkreis           | 3825            | 1118   | 29,0 % | Rentier Wilhelm Büxten (Biemsen)                                     | Fortschritt | 641     | 57,3 % |